# École nationale supérieure des arts décoratifs
École nationale supérieure des arts décoratifs (ENSAD) är ett universitet i Paris. Skolan är specialiserad på konst och design och grundades 1766.
Skolan ingår i Université PSL.

## Kända akademiker
- Jacques Despierre, fransk målare
- Christian Eriksson, svensk skulptör
- Arne Erkers, svensk formgivare och silversmed
- Bengt Liljedahl, svensk silversmed och formgivare
- Elsa Sundling, svensk arkitekt